# Ali Ashfaq
Ali Ashfaq (Male, 6 settembre 1985) è un calciatore maldiviano, attaccante dei Super United e della nazionale maldiviana, di cui è capitano. È il sesto miglior marcatore del XXI secolo con 476 gol.

## Carriera

### Club
Comincia a giocare nelle giovanili del Club Valencia, con cui debutta in prima squadra nel 2002. Nel 2006 si trasferisce al New Radiant. Nel 2007 passa al DPMM. Nel 2008 viene acquistato dal VB Sports Club. Nel 2012 si trasferisce al New Radiant. Nel 2014 passa al Polis DRM. Nel 2016 viene acquistato dal Maziya.

### Nazionale
Debutta con la nazionale maggiore nel 2003.

## Statistiche

### Cronologia presenze e reti in nazionale
| Cronologia completa delle presenze e delle reti in nazionale ― Maldive | Cronologia completa delle presenze e delle reti in nazionale ― Maldive | Cronologia completa delle presenze e delle reti in nazionale ― Maldive | Cronologia completa delle presenze e delle reti in nazionale ― Maldive | Cronologia completa delle presenze e delle reti in nazionale ― Maldive | Cronologia completa delle presenze e delle reti in nazionale ― Maldive | Cronologia completa delle presenze e delle reti in nazionale ― Maldive | Cronologia completa delle presenze e delle reti in nazionale ― Maldive |
| Data                                                                   | Città                                                                  | In casa                                                                | Risultato                                                              | Ospiti                                                                 | Competizione                                                           | Reti                                                                   | Note                                                                   |
| ---------------------------------------------------------------------- | ---------------------------------------------------------------------- | ---------------------------------------------------------------------- | ---------------------------------------------------------------------- | ---------------------------------------------------------------------- | ---------------------------------------------------------------------- | ---------------------------------------------------------------------- | ---------------------------------------------------------------------- |
| 9-11-2021                                                              | Colombo                                                                | Sri Lanka                                                              | 4 – 4                                                                  | Maldive                                                                | Amichevole                                                             | 1                                                                      |                                                                        |
| Totale                                                                 |                                                                        | Presenze                                                               | 1                                                                      |                                                                        | Reti                                                                   | 1                                                                      |                                                                        |

## Palmarès

### Club
- Dhivehi Premier League: 7

VB Sports Club: 2010, 2011
New Radiant: 2012, 2013, 2017
Maziya: 2016
TC Sports: 2018
- Coppa delle Maldive: 4

New Radiant: 2006, 2013
VB Sports Club: 2008, 2011